# برونو سيلفا (لاعب كرة قدم مواليد 1986)
برونو سيلفا (بالبرتغالية: Bruno César Pereira da Silva‏) هو لاعب كرة قدم برازيلي في مركز الوسط، ولد في 3 أغسطس 1986 في نوفا ليما في البرازيل. لعب مع أتلتيكو باراناينسي ونادي أفاي لكرة القدم ونادي باهيا ونادي بونتي بريتا ونادي شابيكوينسي.

## وصلات خارجية
- برونو سيلفا (لاعب كرة قدم مواليد 1986) على موقع قاعدة بيانات كرة القدم.إي يو (الإنجليزية)
- برونو سيلفا (لاعب كرة قدم مواليد 1986) على موقع Soccerway.com (الإنجليزية)